# آزودی‌کربن‌آمید
آزودی‌کربن‌آمید (به انگلیسی: Azodicarbonamide) یک ترکیب شیمیایی با شناسه پاب‌کم ۳۱۲۶۹ است. شکل ظاهری این ترکیب، پودر بلوری زرد تا نارنجی و قرمز است.